# Fekete Linda
Fekete Linda (Szarvas, 1978. május 3. –) magyar színésznő, énekesnő.

## Életútja
Édesanyja orosz származású. Édesapja diplomata munkája miatt gyerekkorában a családjával öt évig Brazíliában élt. 
Érettségi után a Gór Nagy Mária színitanoda növendéke lett. 2009-ben végezte el a Színház- és Filmművészeti Egyetemet. 2000 óta létezik zenekara a Fekete Linda & Rio Brasil. Még ebben az évben szólólemeze jelent meg Álomelnök úr címmel. A lemez producere és a dalok többségének zeneszerzője Gerendás Péter volt. 2003-ban jelent meg második albuma Az utolsó szó a szerelemé címmel.
Még a színitanodás évei alatt forgatta első filmjeit. Bujtor István oldalán szerepelhetett a Zsaruvér és csigavér című film két epizódjában. Az ismertséget Tímár Péter 2009-es filmje, a Casting minden hozta meg számára. 2010-ben jelentkezett a Megasztár 5. szériájába, ahol az 50 legjobb versenyző közé jutott. 2011-2019 között a szombathelyi Weöres Sándor Színház tagja volt.

## Fontosabb színpadi szerepei
- Déry Tibor – Pós Sándor – Presser Gábor – Adamis Anna: Képzelt riport egy amerikai popfesztiválról... Eszter (Szolnoki Szigligeti Színház)
- Udvariatlan szerelem... szereplő (Spinoza Színház)
- Szakállszárító... (Spinoza Színház)
- John-Mitchael Tebelak: Godspell... szereplő (Ódry Színpad)
- Milan Kundera – Philip Kaufman – Fekete György: A lét elviselhetetlen könnyűsége... Sabina (Ódry Színpad)
- Eisemann Mihály: Bástyasétány 77. ... szereplő (Ódry Színpad – Padlás kamaraterem; Spinoza Színház)
- Ripacsok...Vendég (Spinoza Színház)
- Joe Dipietro: Ájlávjú... de jó vagy, légy más!... Második nő (Vidám Színpad)
- Oleg Presznyakov – Vlagyimir Presznyakov: Padlószőnyeg... Menyasszony tanúja (Budapesti Kamaraszínház)
- Sven Regener: Berlin Blues... Katrin (Budapesti Kamaraszínház)
- Boris Vian: Mindenkit megnyúzunk... Catherine (Budapesti Kamaraszínház)
- Szabó T. Anna: Mézeskalács... Édes; Anya; Boszorkány (Budaörsi Játékszín)
- Tallér Edina – Czomba Imre: Érinthetetlenek... Olga, Fedor felesége (Margitszigeti Szabadtéri Színpad)
- Rudyard Kipling – Békés Pál – Dés László – Geszti Péter: A dzsungel könyve... Ká (Jókai Színház, Békéscsaba)
- Jézus Krisztus Szupersztár... Mária Magdolna (Iseum, Szombathely)

### Weöres Sándor Színház
- John Van Druten - Joe Masteroff - Fred Ebb - John Kander: Kabaré... Sally Bowles
- Bob Fossey - Fred Ebb - John Kander: Chicago... Velma Kelly
- Neil Simon - Federico Fellini - Ennio Flaiano - Tullio Pinelli - Cy Coleman: Sweet Charity... Gagarina
- Miguel de Cervantes - Dale Wassermann - Mitch Leigh - Joe Darion: La Mancha lovagja... Antonia
- Rudyard Kipling - Békés Pál - Dés László - Geszti Péter: A dzsungel könyve... Ká
- Presser Gábor - Horváth Péter - Sztevanovity Dusán: A padlás... Kölyök, naiv szellem, csaknem 600 éves
- Euripidész: Médeia... Kar
- William Shakespeare: Vízkereszt, vagy bánom is én... Antonio, tengerésztiszt, Sebastian oltalmazója
- Fjodor Mihajlovics Dosztojevszkij - Jeles András: A félkegyelmű... Adelaida
- Anton Pavlovics Csehov: Ivanov... Avdotya Nazarovna
- Henrik Ibsen: Kísértetek... Regine Engstrand
- Arthur Miller: A salemi boszorkányok... Abigail Williams, Parris unokahúga
- Tóth Ede - Mohácsi János Mohácsi István: A falu rossza... Csapóné
- Bakonyi Károly - Szirmai Albert - Mohácsi István - Mohácsi János: Mágnás Miska... Lemhényi Zita báróné
- Weöres Sándor: Szent György és a sárkány... Lydia, udvarhölgy, a Sárkány jegyese
- László Miklós: Illatszertár... Rátz kisasszony
- Egressy Zoltán: Portugál... Feleség
- Székely Csaba: Vitéz Mihály... Spiegl, prágai hivatalnok; Egy szajha; Tudora, bojárlány
- Zalán Tibor - Illyés Gyula: Hetvenhét... Nyuszi
- Fukazava Hicsiró - Jeles András: Zarándokének - avagy a színház elfoglalása... I. színésznő
- Czukor Balázs: Szemben veled... szereplő
- Czukor Balázs: Home Bank... szereplő
- Roland Schimmelpfennig: Az arab éjszaka... Fatima Mansur
- Georges Feydeau: A hülyéje... Mme Pontagnac
- Eugène Labiche: Olasz szalmakalap... Anais
- Woody Allen: Játszd újra, Sam!... Nancy
- Elfriede Jelinek: Ernst (komoly) az élet (Bunbury)... Cecily Cardew
- Robert Thomas: Nyolc nő... Gaby, Catherine és Susanne mamája

## Film és sorozat szerepek
- Drága örökösök – A visszatérés – Anikó (2022–2024)
- A Séf meg a többiek – vendég hölgy (2022)
- Oltári történetek – Molnár Nina (2022)
- A tanár – kosaras fiú anyja (2019)
- Drága örökösök – Anikó (2019-2020)
- Oltári csajok – Sára, Béla egyik ismerőse (2017)
- Casting minden – Lili (2008)
- Pasik, London, Szerelem – Sue (2005)
- Barátok közt (2003-2004) – ál Berényi Claudia
- Zsaruvér és Csigavér II.: Több tonna kámfor – Rendőrlány (2002)
- Zsaruvér és Csigavér I.: A királyné nyakéke – Rendőrlány (2001)

## Diszkográfia
- Álomelnök úr (2000)
- Az utolsó szó a szerelemé (2003)